# Zélia Gattai
Zélia Gattai, née le 2 juillet 1916 à São Paulo et morte le 17 mai 2008, écrivaine, mémorialiste, photographe, et auteur de littérature jeunesse brésilienne. Elle était membre de l'Académie brésilienne des lettres et la compagne de l'écrivain brésilien Jorge Amado pendant plus d'un demi-siècle.

## Biographie
Zélia Gattai est née en 1916 au sein d'une famille d'émigrés italiens. Son père était un militant anarchiste originaire de la région de la Vénétie (en 1938, il est même arrêté par la police politique de l'Estado Novo). Elle passe son enfance et son adolescence dans sa ville natale, à São Paulo, dans le quartier de Paraíso.
Dans les années 1930, elle est photographe, fréquente les milieux intellectuels et sociaux de Rio de Janeiro, se marie à 20 ans à un intellectuel communiste, Aldo Veiga, et devient amie avec plusieurs écrivains et artistes, tels que Mário de Andrade, Oswald de Andrade, Tarsila do Amaral, Vinícius de Moraes, Lasar Segall,. 
En 1945, elle quitte Aldo Veiga et fréquente l'écrivain brésilien Jorge Amado, membre du Parti communiste du Brésil (PCB),. Ils doivent s'exiler en Argentine et en Uruguay. Quand ils reviennent au Brésil, Jorge Amado se sépare de sa première femme Matilde Garcia Rosa et se remarie avec Zélia Gattai. 
En 1947, ils ont un fils, João Jorge. La même année, le parti communiste est déclaré illégal et ses membres sont arrêtés et persécutés. Zélia et Jorge choisissent l'exil en 1948 et se réfugient en France. Ils y demeurent jusqu'en 1950. Dès son arrivée à Paris, Zélia s'inscrit à La Sorbonne et obtint en 1949, un diplôme de littérature. À Paris, ils retrouvent leur ami Pablo Neruda, et rencontrent aussi Paul Eluard, Aragon et Eisa, Ilya Ehrenbourg, Pierre Seghers, Pablo Picasso, ou encore Jean-Paul Sartre,
Puis ils partent en Tchécoslovaquie jusqu'en 1952. Ils voyagent ensuite en Union Soviétique avant de revenir s'installer au Brésil en 1955. En 1963, la famille Amado s'installe au Salvador. C'est là que Zélia Gattai commence à se consacrer davantage à l'écriture.
En 1978, après 33 ans de compagnonnage, Jorge et Zélia officialise leur mariage. En 1979, elle publie une autobiographie sur sa jeunesse et sa famille, intitulé « Anarquistas, Graças a Deus » (« anarchistes, Dieu merci! ») qui devient un best-seller,. Elle écrit ensuite huit suites supplémentaires de son autobiographie, racontant son histoire d'amour avec Jorge Amado (Un chapeau pour voyager, La Reine du bal, Jardin d'hiver, Le Temps des enfants, la maison de Rio Vermelho, Città di Roma, Codes de la famille et Jorge Amado, un romantique et sensuel Baiano). Elle écrit également trois livres à succès pour enfants et un roman. Elle est élue à l'Académie brésilienne des lettres en 2002, y occupant le fauteuil de Jorge Amado mort en 2001,
Zélia Gattai meurt le 17 mai 2008 à la suite d'une opération chirurgicale, à l'âge de 91 ans,.

## Œuvres
- Anarquistas Graças a Deus, 1979 (mémoires)
- Um Chapéu Para Viagem, 1982 (mémoires)
- Pássaros Noturnos do Abaeté, 1983
- Senhora Dona do Baile, 1984 (mémoires)
- Reportagem Incompleta, 1987 (mémoires)
- Jardim de Inverno, 1988 (mémoires)
- Pipistrelo das Mil Cores, 1989 (littérature jeunesse)
- O Segredo da Rua 18, 1991 (littérature jeunesse)
- Chão de Meninos, 1992 (mémoires)
- Crônica de uma Namorada, 1995 (roman)
- A Casa do Rio Vermelho, 1999 (mémoires)
- Cittá di Roma, 2000 (mémoires)
- Jonas e a Sereia, 2000 (littérature jeunesse)
- Códigos de Família, 2001
- Um Baiano Romântico e Sensual, 2002
- Memorial do amor, 2004
- Vacina de sapo e outras lembranças, 2006